# Hebe dieffenbachii
Hebe dieffenbachii é uma espécie de planta do gênero Hebe.